# اتالیکا
اتالیکا (انگلیسی: Italika) شرکت موتورسیکلت‌سازی مکزیکی است، که در سال ۲۰۰۵ توسط ریکاردو سالیناس پلیئگو تأسیس شد.